# Майже на
Майже на — пісня гурту Тартак, що увійшла до альбому «Опір матеріалів» 2009 року, але сингл та відеокліп вийшли навесні 2014 року.

## Відеокліп
Відео вперше з'явилося в мережі 22 квітня 2014 року. Відео зображує людей, що, радіючи життю, займаються улюбленими справами. Основну увагу приділено чоловікові, що зібрався у подорож, дівчині-танцівниці та хлопцю з дівчиною, що катаються на скейті у костюмах чортиків.

## Текст пісні
Автор: Сашко Положинський. З офіційного сайту гурту .
|  | Ох, це вже нездолиме прагнення Нового здобуття або досягнення – Штовхає в спину, тягне вгору! І наче перцем на сідниці – Вже й на місці не сидиться І серце рветься до бескрайнього простору! Впаде з душі важкий тягар І кров солодка, як нектар, Біжить по венах, б’ється в скроні! Зникають всі бажання ниці, Й нема ніякої різниці Кермо чи зброя просяться в долоні! Ти майже на вершині світу! Ну як тут можна не радіти? Як тут можна не радіти?! Здається – поруч небеса І навкруги така краса! І навкруги така краса! Ніхто не знає до пуття Чи це дорога, як життя, Чи це життя, немов стрімка дорога! Та всі ми прагнемо пригод І подолання перешкод, І кожен має власне розуміння бога. Шалений “круть”, моторний “верть”, І десь позаду шкандибає смерть, А десь попереду – вогонь над виднокраєм! І без вагань, і без розмов, Лиш поруч дружба та любов, І в серці музика, що завжди в серці грає! Ти майже на вершині світу! Ну як тут можна не радіти? Як тут можна не радіти?! Здається – поруч небеса І навкруги така краса! І навкруги така краса! |

## Учасники запису
- Едуард Косорапов (барабани)
- Дмитро Чуєв (бас-гітара)
- Антон Єгоров (гітара)
- Андрій Благун (клавішні, бек-вокал)
- Сашко Положинський (вокал)